# وسام ريو برانكو
وسام ريو برانكو ( Ordem de Rio Branco ) هو أمر فخري من البرازيل تم إنشاؤه بموجب المرسوم 51.697 المؤرخ 5 فبراير 1963. تم تسميته تكريما للدبلوماسي البرازيلي خوسيه بارانيوس ، بارون ريو برانكو.
يعمل رئيس البرازيل بصفته السيد الأكبر للوسام بينما وزير الخارجية هو مستشار النظام.

## الرتب
يتكون الترتيب من ست درجات من الجدارة :
- جراند كروس (غير محدود)
- ضابط كبير (60 عضوا)
- قائد (50 عضوا)
- ضابط (40 عضوا)
- فارس (30 عضوا)
- ميدالية (غير محدودة)

## شارة
شريط الميدالية أزرق مع حدود بيضاء.
| أشرطة الشارة | أشرطة الشارة | أشرطة الشارة | أشرطة الشارة | أشرطة الشارة | أشرطة الشارة |
| ------------ | ------------ | ------------ | ------------ | ------------ | ------------ |
| ميدالية      | فارس         | ضابط         | قائد         | ضابط كبير    | جراند كروس   |

## المستفيدين البارزين
- جراند كروس
  - بان كي مون
  - ماريا باروسو
  - عبد الواحد بلقزيز
  - الأمير كارل فيليب ، دوق فارملاند
  - أولافو دي كارفالو [1]
  - بيير فرانسوا فوريسيه
  - فريدريك ولي عهد الدنمارك [2]
  - إدوارد جيلود
  - أونو هاتينجا فانت سانت
  - الأميرة مادلين ، دوقة هالسينجلاند وجستريكلاند
  - جان بول بالوميروس
  - ألفريدو باريجا ديزكانسيكو
  - فاسكو جواكيم روشا فييرا
  - ساداو واتانابي [3]
  - ماكو كومورو ، سابقًا  الأميرة ماكو من أكيشينو
- الضباط الكبار
  - بينديتو أنطونيو دي ليما
  - بياتريز كونسويلو
  - دوارتي دي فريتاس دو أمارال
- القادة
  - لوريندو ألميدا
  - سيلسو أنتونيس
  - سيلفيو بارباتو
  - جيرارد بيهاغ
  - لويز بيفيلاكوا
  - أنطونيو كوستا
  - ريتشارد ديسوينجز
  - جيلبرت فوراي
  - غراسيانو غارسيا غارسيا
  - جيلبرتو جيل
  - سيمونا ميكوليسكو
  - أندرو بارسونز (مسؤول رياضي)
  - ريوردان رويت
  - ادمون صفرا
  - توتس ثيلمان
  - ألفارو دي فاسكونسيلوس
- ضابط
  - كافو
  - إنفرسين الكسندرو
  - جرزيغورز هاجداروفيتش
  - ماريا دا كونسيساو تافاريس
- فرسان
  - بيليه
  - تشارلي بيرد
- ميدالية
- فئة غير معروفة
  - ريناتو أراغاو
  - إليزابيث بيشوب
  - يدا بيسوا دي كاسترو
  - ألفريدو شياراديا
  - إيلي ويتني ديبفواز الثاني
  - ناحوم غولدمان
  - خوسيه غرازيانو دا سيلفا
  - إنريكي ف.إغليسياس
  - إيفان إزكويردو
  - ميليندا موراجودا
  - إيرتو موريرا
  - مارلوس نوبري
  - فايجا اوسترور
  - فلورا بوريم
  - سيرو دي كوادروس
  - مارسيلو سانشيز سوروندو
  - إدوار صوما
  - ماريو سيلفا (سياسي)
  - بيتر ساذرلاند
  - فلاديمير فاسيليف (راقصة)
  - إنغر ويكستروم